# ماتسوئو ۹۱۰۴
سیارک ۹۱۰۴ (به انگلیسی: 9104 Matsuo، نامگذاری:1996YB) نه هزار و صد و چهارمین سیارک کشف شده‌است که در ۲۰ دسامبر ۱۹۹۶ کشف شد.